# Tetramino
Un tetramino (dal prefisso greco tetra-, quattro) è una figura piana composta da quattro quadrati identici connessi tra di loro lungo i lati. È caso particolare di polimino, come i pentamini e gli esamini. Il policubo corrispondente, detto tetracubo, è una forma geometrica solida composta da quattro cubi connessi lungo le facce.
Il più celebre utilizzo dei tetramini è probabilmente quello del videogioco Tetris.

## I sette tetramini
Solitamente, i polimini vengono studiati "liberi", ovverosia senza distinguere un tetramino da quello che si ottiene ruotandolo o riflettendolo. Ciononostante, a causa dell'influenza del Tetris, si tende a considerare sette diversi tetramini:
- I (anche detto "barra", "dritto" o "lungo"): quattro quadratini allineati
- J (anche detto "L rovesciata"): una riga di tre quadratini più un quadratino aggiunto sotto a destra
  -  L: una riga di tre quadratini più un quadratino aggiunto sotto a sinistra. Questo tetramino non è altro che il precedente riflesso, ma non si può passare dall'uno all'altro solo con rotazioni in due dimensioni, per cui esso è chirale; in 3 dimensioni invece i due pezzi sono identici.
- O (anche detto "quadrato"): quattro quadratini in un quadrato 2×2
- S (anche detto "N" o "serpente"): due domino sovrapposti, con il superiore spostato a destra
  -  Z (anche detto "N rovesciata"): due domino sovrapposti, con il superiore spostato a sinistra. Come nel caso dei pezzi J e L, questi due tetramini sono chirali in due dimensioni e tra di loro speculari.
- T: tre quadratini in fila più uno aggiunto sotto, al centro.

Se si decide di considerare solo i tetramini "liberi", ne esistono solo 5: I, L, O, S e T.
Se invece si decide addirittura di considerare i cosiddetti "tetramini fissi", a cui non è permessa né la riflessione né la rotazione, ne esistono 2 del tipo I, 4 del tipo J, 4 del tipo L, 1 del tipo O, 2 del tipo S, 4 del tipo T e 2 del tipo Z, per un totale di 19 pezzi.

## Riempimento di rettangoli e parallelepipedi

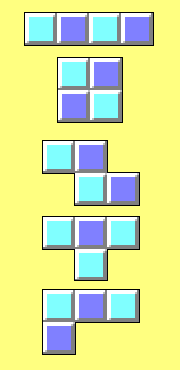
I cinque tetramini liberi (dall'alto in basso: I,O,Z,T,L), contrassegnati con quadratini chiari e scuri.

Nonostante un set completo di tetramini liberi abbia un totale di 20 quadrati, e aggiungendo i tetramini J e Z si arrivi a 28, in entrambi i casi non esiste nessuna disposizione che copra esattamente un rettangolo (cosa che invece è possibile con i pentamini - e non con gli esamini).
Una semplice dimostrazione è data dal fatto che un rettangolo di 20 (o 28) quadrati colorati a scacchiera avrà 10 (o 14) quadratini di ogni colore, mentre un set completo di tetramini liberi avrà 11 quadratini di un colore e 9 dell'altro (si veda l'immagine) se li si considera liberi, 15 di un colore e 13 dell'altro altrimenti.
Unendo i pezzi di due set di tetramini liberi (per un totale di 40 quadratini), è invece possibile riempire un rettangolo 4×10 o 5×8. Inoltre con i tetracubi corrispondenti si può riempire perfettamente un parallelepipedo 2×4×5 o 2×2×10.

### Parallelepipedo 2×2×10
Visti come rompicapo, tutti questi casi sono piuttosto semplici.

## Tetracubi
Ad ogni tetramino si può far corrispondere il tetracubo di cui è la proiezione. Esistono poi tre tetracubi che non corrispondono ad alcun tetramino, ed ognuno di essi si può ottenere a partire dalla configurazione con tre cubi disposti ad angolo, aggiungendo un cubetto:
- Vite sinistrorsa: chirale in 3 dimensioni.
- Vite destrorsa: chirale in 3 dimensioni e speculare alla vite sinistrorsa.
- Ramificazione: il cubetto in più viene sistemato sulla "piegatura"; questo tetracubo non è chirale.

Tuttavia, lavorando in tre dimensioni non ha più senso considerare i pezzi L ed S diversi dalle loro immagini riflesse.
Il numero totale di tetracubi è quindi 8, per un totale di 32 cubetti; con essi, è possibile riempire un parallelepipedo 4×4×2 o 8×2×2. Segue una possibile soluzione (D, S e R corrispondono rispettivamente a vite destrorsa, vite sinistrorsa e ramificazione) :
parallelepipedo 4×4×2

```
strato 1  :  strato 2

S T T T  :  S Z Z B
S S T B  :  Z Z B B
O O L D  :  L L L D
O O D D  :  I I I I

```

parallelepipedo 8×2×2
```
    strato 1     :     strato 2

D Z Z L O T T T : D L L L O B S S
D D Z Z O B T S : I I I I O B B S

```

Se consideriamo identici i tetramini chirali (D e S), con i 7 pezzi risultanti si può riempire un parallelepipedo 7×2×2.
```
L L L Z Z B B : L D O O Z Z B
D I I I I T B : D D O O T T T

```